# Billy-Berclau
Billy-Berclau är en kommun i departementet Pas-de-Calais i regionen Hauts-de-France i norra Frankrike. Kommunen ligger i kantonen Douvrin som tillhör arrondissementet Béthune. År 2022 hade Billy-Berclau 5 076 invånare.

## Befolkningsutveckling
Antalet invånare i kommunen Billy-Berclau
| Referens: INSEE |